# Khai quật và cải táng vua Richard III của Anh

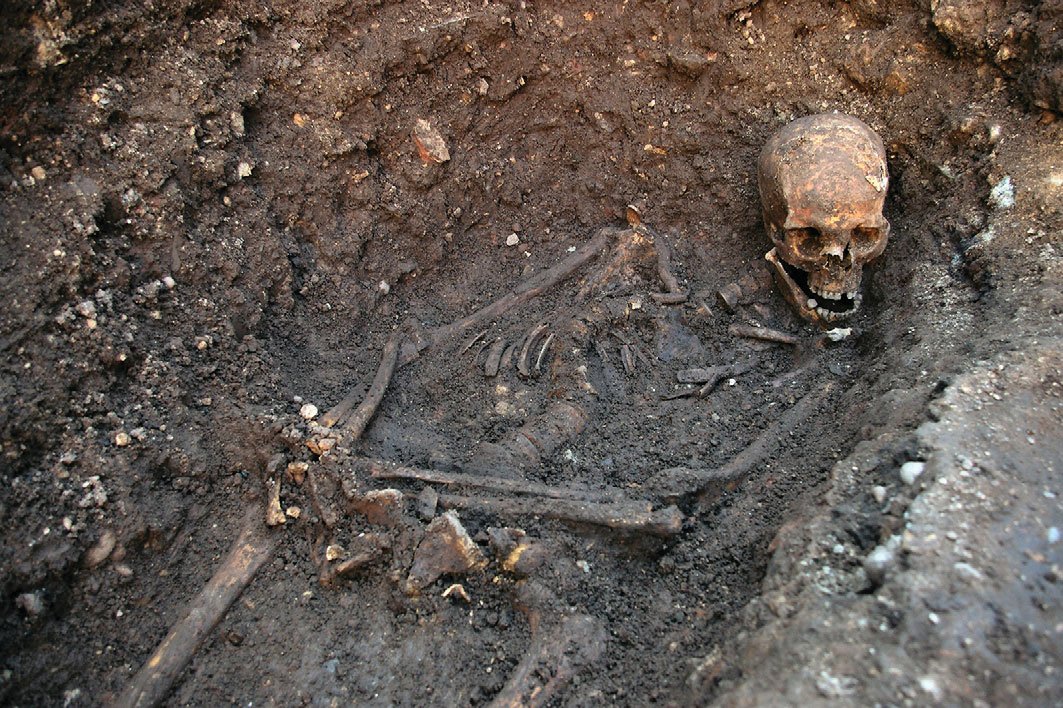
Hài cốt của Richard III được tìm thấy

Vào tháng 9 năm 2012, hài cốt của Richard III, vị vua nước Anh cuối cùng bị giết trong trong chiến trận được phát hiện tại khuôn viên của Tu viện Grey Friars bị phá huỷ ở Leicester. Sau khi phân tích nhân chủng học và xét nghiệm di truyền, cuối cùng bộ hài cốt đã được hoả táng tại Nhà thờ Leicester vào ngày 26 tháng 3 năm 2015.
Richard III là người cai trị cuối cùng của vương triều Plantagenet. Ông tử trận vào ngày 22 tháng 8 năm 1485 trong Trận Bosworth, là trận chiến quan trọng cuối cùng của Chiến tranh Hoa Hồng. Thi thể của ông đã được đưa đến Greyfriars, Leicester và chỉ được chôn cất vội vã trong một ngôi mộ thô sơ ở nhà thờ tu viện. Sau khi tu viện này giải thể vào năm 1538 và bị phá hủy sau đó, ngôi mộ của Richard cũng bị thất lạc. Có lời kể lại thiếu chính xác cho rằng bộ xương của Richard đã bị ném xuống dòng sông Soar ở cây cầu Bow gần đó.